# Chiesa di San Gaetano (Padova)
La chiesa dei Santi Simone e Giuda conosciuta più come chiesa di San Gaetano è un edificio religioso di origine medievale che si erge in contrà Altinate, a Padova. In età medievale era chiamata anche San Francesco Piccolo ed era retta dai padri Umiliati a cui subentrarono i Teatini che ricostruirono le strutture del convento e della chiesa a progetto di Vincenzo Scamozzi. Nella chiesa si concentra una vasta raccolta di opere d'arte tra cui i lavori di Pietro Damini, Alessandro Maganza, Pietro Ricchi, Bartolomeo Bellano, Ruggero Bescapè ed il Paradiso capolavoro del francese Guy Louis II Vernansal. L'attiguo convento è ora Centro culturale, il più grande d'Italia.

## Storia

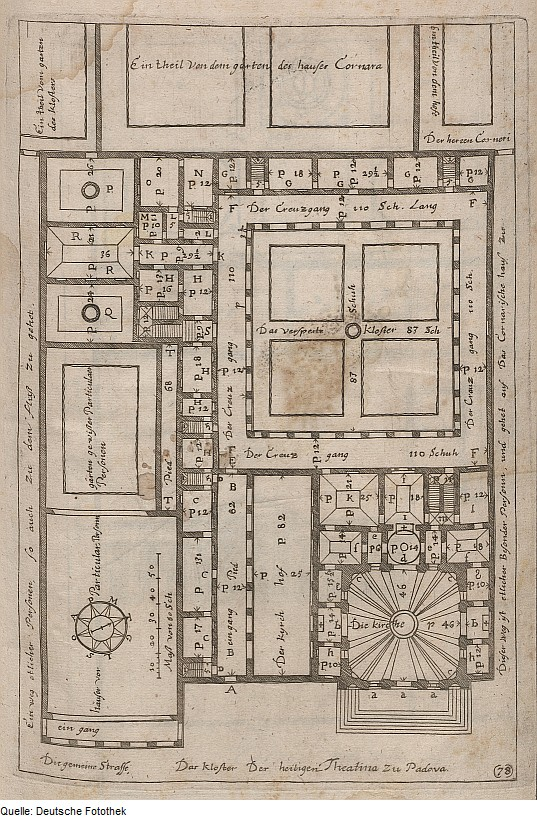
Il progetto per il complesso dei Teatini di Vincenzo Scamozzi.

La chiesa dei Santi Simone e Giuda sorse verso il XII secolo, come luogo di culto del complesso conventuale dei padri Umiliati. Nel 1571, dopo la soppressione dell'ordine emanata dal papa Pio V, per volere del vescovo Nicolò Ormaneto, le fabbriche con la contigua chiesa passarono ai Teatini che precedentemente possedevano alcune abitazioni "vicino al Ponte Ponderoso" verso la contrà di san Massimo. Tra il 1578 e il 1581 acquistando alcune proprietà confinanti, i padri avviarono un'opera di ricostruzione e con la mediazione del vescovo Federico Cornaro, commissionarono a Vincenzo Scamozzi un progetto moderno e dinamico, costruito sul modulo quadro e che ruotasse attorno allo spazio del chiostro e della chiesa. Dopo aver in gran parte demolito il precedente complesso, forse gotico, nel 1582 si iniziarono a gettare le fondamenta della chiesa. Lo stesso Scamozzi ricordò l'evenienza, resa difficoltosa dalle persistenti rovine romane e asperità. All'opera partecipò economicamente il prelato Alvise Cornaro, che poi succedette allo zio alla guida della diocesi patavina. La chiesa fu terminata nel 1585 mentre proseguiva il cantiere del contiguo complesso conventuale. Il 14 marzo dello stesso anno sopra l'arcata del presbiterio fu posto il ricco stemma dei Cornaro, sovrastato dalla mitria. La chiesa fu consegnata ufficialmente nel 1586. Il 23 ottobre 1588 venne solennemente consacrata dal vescovo di Urbino Antonio Gianotti o Zanotti o Zanoto o Zanotto conservando l'antico titolo ai Santi Simone e Giuda, sebbene il volgo già la identificasse come "San Gaetano" ricollegandola alla figura di Gaetano da Thiene che studiò allo Studio Patavino e fu cofondatore dell'ordine dei Chierici Regolari Teatini. Negli anni successivi si proseguì ad adornare riccamente la fabbrica, anche grazie ai cospicui lasciti del patriziato veneziano.

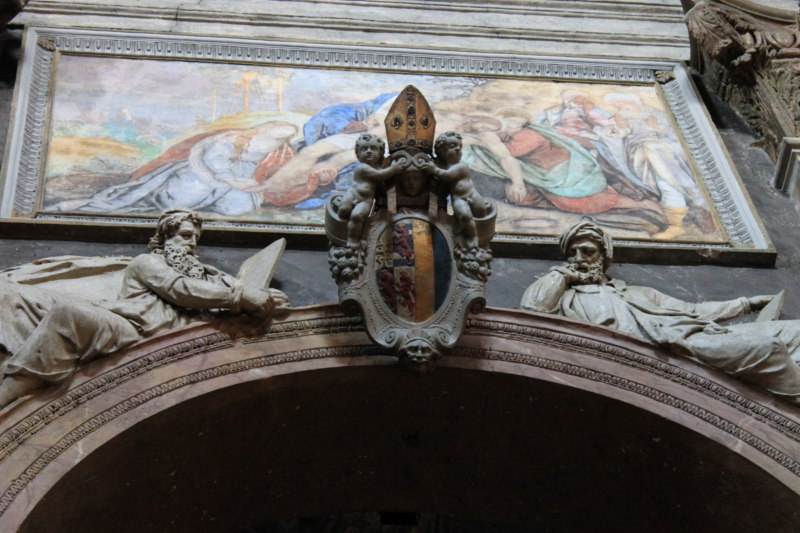
Lo stemma dei Cornaro.

Dal 1629 si avviarono alcuni lavori di ampliamento, sulla scia di giubilo che investì i Teatini per la beatificazione di padre Andrea Avellino. Si costruì la grande sacrestia a ponente e l'Oratorio del Crocifisso, una cappella posta a fianco alla facciata e collegata alla navata da una scalinata, eretta per ospitare il Cristo in croce "devotissimo" opera di Agostino Vannini. L'originario progetto scamozziano non venne rispettato, tanto che la facciata fu in parte occultata da nuove costruzioni e il numero degli altari aumentò da tre a cinque.
La carismatica figura di Raffaele Savonarola, che tra il 1692 e il 1730 ricoprì il ruolo di prevosto del convento, contribuì largamente all'arricchimento della chiesa, influenzato dal grandioso cantiere barocco della chiesa di San Gaetano di Monaco a cui assistette direttamente. Procedette col graduale ricoprimento di preziosi marmi e dipinti dell'intera aula manierista. Il raffinato arricchimento di gusto barocco che non fu accolto con felicemente dai critici dell'epoca, fu compiuto dal grandioso Paradiso di Guy Louis II Vernansal nel 1729. Ai lavori di arricchimento si aggiunse l'opera del nuovo altar maggiore "a marmi di paragone", i pavimenti, l'erezione di tre altari nella Cappella del Crocifisso e la conseguente copertura a marmi. In ultimo si arricchì la sacrestia con preziosissima mobilia, con un grandioso altare e con due coretti comunicanti con il presbiterio, che permettevano ai chierici di officiare alle ore al riparo del freddo. Dopo il 1739 si costruì il nuovo campanile rococò e si proseguì con i lavori al convento il cui chiostro fu adornato a "piante di agrumi comperati dalla Casa Cavalli" "grande benefattrice". Tutti i lavori commissionati dal prevosto Savonarola furono accolti con gran plauso dai padovani che oltre a potersi gloriare del bel luogo di culto, poterono approfittare dell'aiuto economico provocato dai cantieri.
Con le legislazioni ecclesiastiche napoleoniche del 1806 la chiesa e il convento furono sottratti ai Teatini (1810). Se il convento dopo il 1844 divenne Imperial Regia Corte di Giustizia a sostituzione del Palazzo della Ragione, la chiesa passò a gestione della parrocchia di Santa Sofia. Il parroci che trovarono abitazione proprio in alcune strutture dell'ex convento teatino, officiarono assiduamente l'edificio che nel 1816 acquistò il titolo di chiesa parrocchiale, assorbendola dalla chiesa di San Bartolomeo. Nel 1825 furono restaurate le volte del coro. Nella visita pastorale compiuta da vescovo Federico Manfredini la chiesa fu trovata restaurata a spese del duca Silvestro Camerini. In seguito fu in progetto l'idea di chiuderla al culto per ricavarvi l'aula della Corte d'Assise del Palazzo di Giustizia, cosa che fortunatamente non trovò compimento.
Il 12 febbraio 1929 si sviluppò un furioso incendio che coinvolse le strutture dell'ex convento, che furono danneggiate gravemente. La chiesa si salvò miracolosamente, seppur accusando lievi danni. Negli anni seguenti al restauro del Palazzo di Giustizia, si accavallarono importanti interventi anche alle coperture, e il 18 aprile 1942 venne consacrato l'altar maggiore dal vescovo Carlo Agostini. Negli anni seguenti seguirono interventi di restauro a singhiozzo, soprattutto quando la chiesa divenne rettoria soggetta a Santa Sofia.
Recentemente, con il restauro e la riconversione del Palazzo di Giustizia già convento (ora Centro culturale Altinate/San Gaetano) la chiesa è stato oggetto di un'importante campagna di restauri (facciata, fiancate, campanile, cupola e volta interna) che aspetta il compimento con la pulizia dei marmi ed il restauro delle statue e dei dipinti.
La chiesa è attualmente rettoria dipendente dalla chiesa di Santa Sofia.
Tra i personaggi illustri che furono ospiti nel convento dei padri Teatini ricordiamo il teologo, fisico e astronomo Giuseppe Ballo.
Nella chiesa sono sepolti illustri personaggi, il prelato Marco Antonio Martinengo vescovo di Torcello, l'arciprete della Cattedrale Giovanni Dotto (†12 agosto 1797).

## Descrizione

### Esterno
L'edificio, visibile sin dal primo tratto di via Altinate verso l'omonima porta, si affaccia verso la strada verso meridione. Dopo i recenti restauri è stata ripristinata l'originale copertura pensata dallo Scamozzi, una cupola ad ombrello coperta da lamina metallica.

#### La facciata

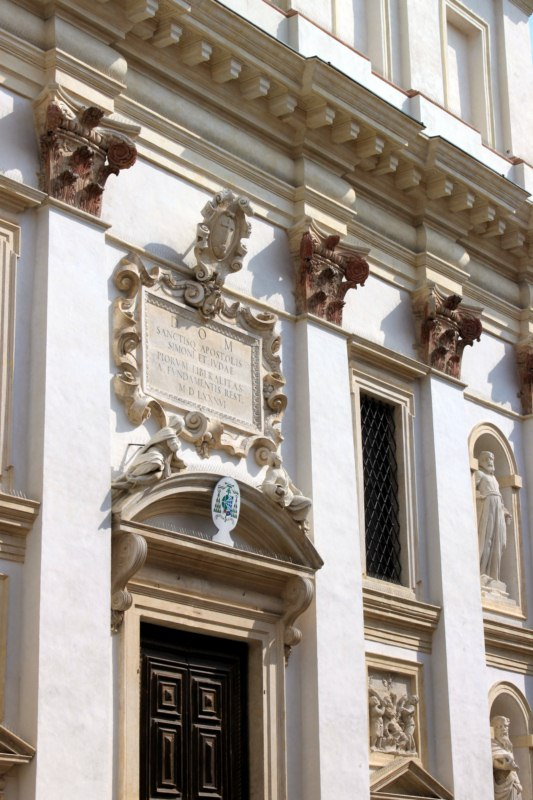
La facciata, particolare.

Ispirata secondo alcuni agli archi trionfali romani e all'architettura di Jacopo Barozzi da Vignola è una delle opere più significative di Vincenzo Scamozzi. Compiuta in cotto, pietra, terracotta ed intonaco, si innalza su un crepidoma elevato su tre gradini che si estende lungo la strada. È mossa da sei paraste giganti di ordine corinzio che sorreggono, con la trabeazione dall'importante cornice, un elevato attico su cui si apre una finestra alla palladiana ed un falso cleristorio. Gli elaborati capitelli sono plasmati in terracotta. Al centro della facciata, affiancata da due paraste, coronata dallo stemma dei Chierici Regolari Teatini, un'iscrizione in cornice barocca -DOM SANCTISQ APOSTOLIS SIMONIS ET IUDAE PIORUM LIBERALITAS A FUNDAMENTIS REST. MDLXXXVI-; sotto si apre l'ampio portale maggiore, ingentilito da un timpano curvilineo su cui si poggiano due rappresentazioni di virtù. Ai lati, due portali minori coronati da timpani triangolari sopra, due altorilievi raffigurano i martiri dei Santi Simone e Giuda e ancor più su due finestre rastremate. Alle estremità, due nicchie sovrapposte, per lato contenenti le statue a grandezza naturale dei santi titolari e di San Gaetano da Thiene e Andrea Avellino. I preziosi battenti lignei sono cinquecenteschi.
Sulla destra, sempre decorata da pietra ed intonaci, si prolunga una piccola costruzione che alcuni hanno individuato come la base di un campanile non compiuto.

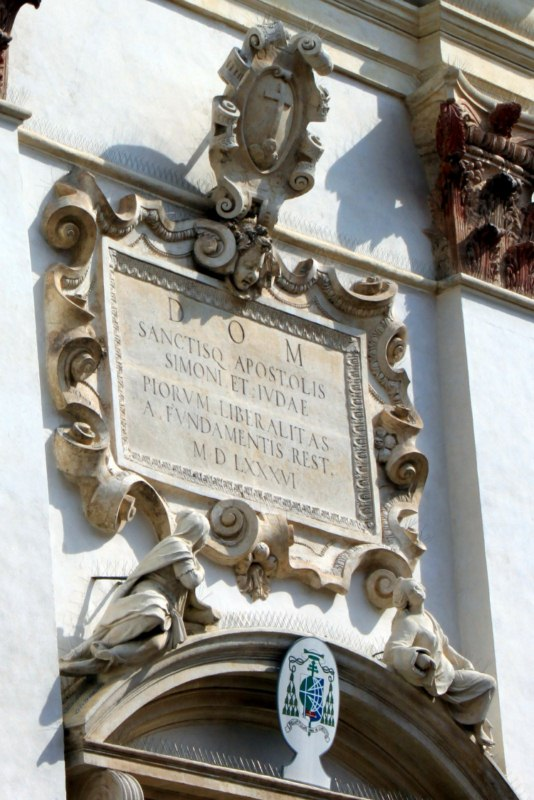
L'iscrizione in facciata.

#### Le fiancate ed il campanile
Le suggestive fiancate si caratterizzano dal prezioso opus in cotto, dalle cappelle minori dotate di lanterne e dalle finestre termali. Verso la grande sacrestia sono individuabili elementi di età gotica, forse parti della vecchia chiesa medievale inglobate nella costruzione. A ponente si eleva l'elegante campanile, in stile rococò, intonacato, decorato da elementi di ordine corinzio e coronato da balaustra. Le quattro monofore disposte sulle corrispondenti facciate aprono la cella campanaria.

### Interno
Di grande suggestione, l'aula a pianta ottagonale, in continuità con la facciata, si eleva sull'ordine corinzio. Le paraste coperte di preziosi marmi (otto elegantemente "spezzate") sono concluse da capitelli dorati. Ai quattro lati minori, nicchie sovrapposte che ospitano sette statue in stucco forte di Ruggero Bescapè: verso il presbiterio San Paolo e San Giovanni Battista, Sant'Andrea e San Paolo; in controfacciata San Giovanni e San Tommaso, San Giacomo Maggiore e San Matteo. Sempre di Ruggero Bescapè gli stucchi che decorano l'aula e le figure allegoriche poste sopra le arcate.

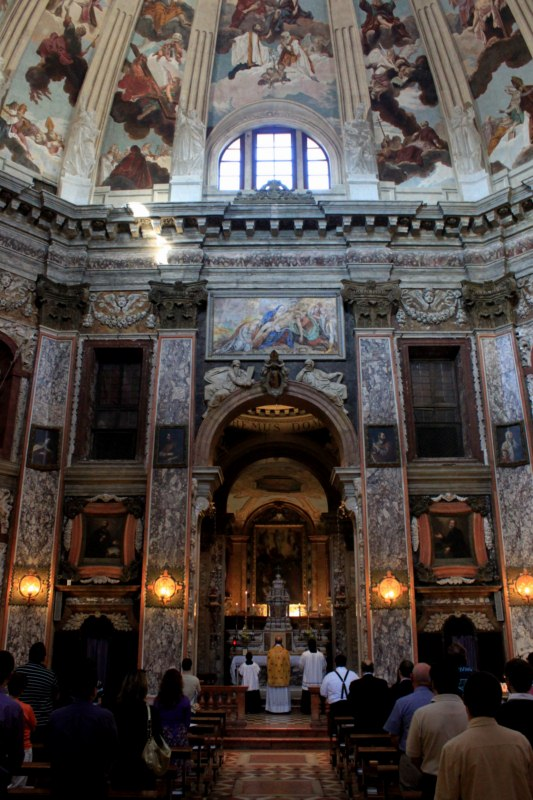
L'interno della chiesa durante una Messa Tridentina.

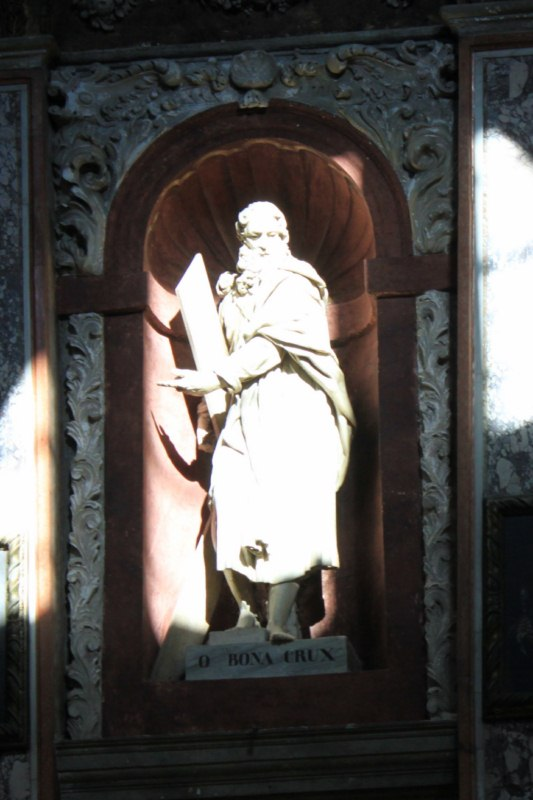
Una delle statue di Ruggero Bescapè.

Sotto la trabeazione, ogni parete ospita uno dei quattro importanti riquadri raffiguranti le storie di Cristo: sopra l'arco della cappella di destra Annunciazione su tela, opera di Jacopo Palma il Giovane (1610); in controfacciata sopra la porta maggiore Gesù salva Pietro e gli Apostoli, tela attribuita ad Alessandro Maganza; sopra l'arco della cappella di destra Natività della scuola di Annibale da Bassano; sopra l'arco della cappella maggiore Deposizione di Dario Varotari.
Tra le paraste sono ospitati, all'interno di eleganti cornici marmoree curvilinee (donate dal vescovo di Torcello Marcantonio Martinengo nel 1628) sono ospitate le sei tele di anonimi pittori veneti del Seicento che raffigurano i Santi Gaetano e Andrea Avellino (verso il presbiterio) e i santi protettori di Padova, Antonio, Prosdocimo, Daniele e Giustina.
All'interno delle paraste altre sedici tele, opere di diverse mani che hanno raffigurano San Giuda Taddeo, San Simone, Santa Francesca Romana, Santa Chiara, Sant'Agostino, San Michele Arcangelo, Santa Caterina da Siena, San Francesco d'Assisi, San Luigi di Francia, Sant'Apollonia, Sant'Agata, San Francesco di Paola, San Nicola da Tolentino, la Maddalena, Santa Lucia, Santa Scolastica.
Sulla sinistra, verso la cappella maggiore, è esposta una preziosissima Madonna col Bambino scolpita a tutto tondo sulla tenera pietra di Nanto, opera di Andrea Briosco.

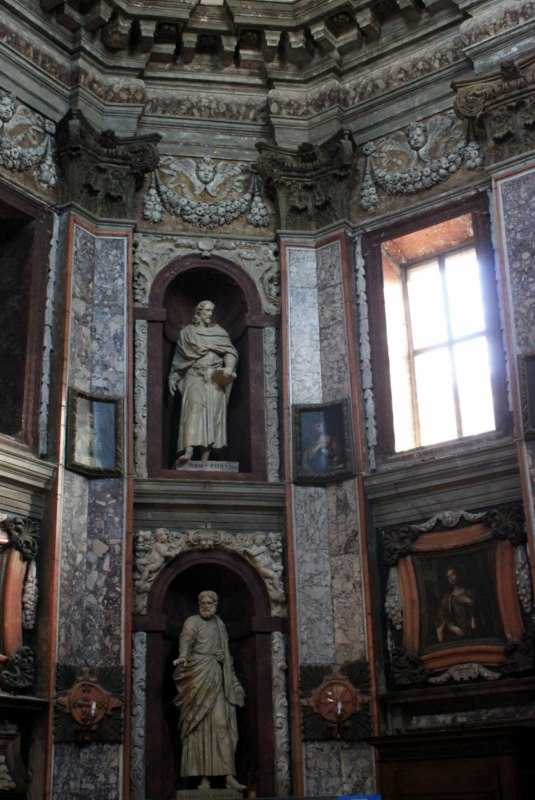
L'interno, particolare.

#### La volta ed ilParadisodel Vernansal
Dalla ricca trabeazione si innalza una cupola ad ombrello, le cui nervature, corrispondenti ad ogni parasta, convergono verso l'oculo centrale. La volta è completamente coperta da pittura a fresco per mano del pittore parigino Guy Louis II Vernansal ed è forse il suo capolavoro. L'affresco, compiuto nel 1729 e raffigurante un ideale Paradiso (ricollegandosi a quello di Giusto de' Menabuoi al Battistero) è impostato come un grandioso trompe l'œil, un cielo costellato di nuvole e santi che raggiungono la Trinità all'interno dell'oculo che con le nervature che si dipanano, è come contenuta in una teca d'ostensorio.
Ogni nervatura suddivide il Paradiso: dalla controfacciata i personaggi dell'Antico Testamento, i Santi Martiri, i Santi protettori di Padova, le Sante Martiri e i Profeti dell'Antico Testamento; verso la cappella maggiore, gli Apostoli, i predicatori della carità, i Santi Titolari, i Papi, i Vescovi e i confessori. Sopra la cappella di destra gli Evangelisti, i Santi della penitenza, e la ecclesiastica gerarchia. Sopra la cappella di sinistra, i Confessori della Fede, i Dottori della Chiesa, e i Santi della Carità.

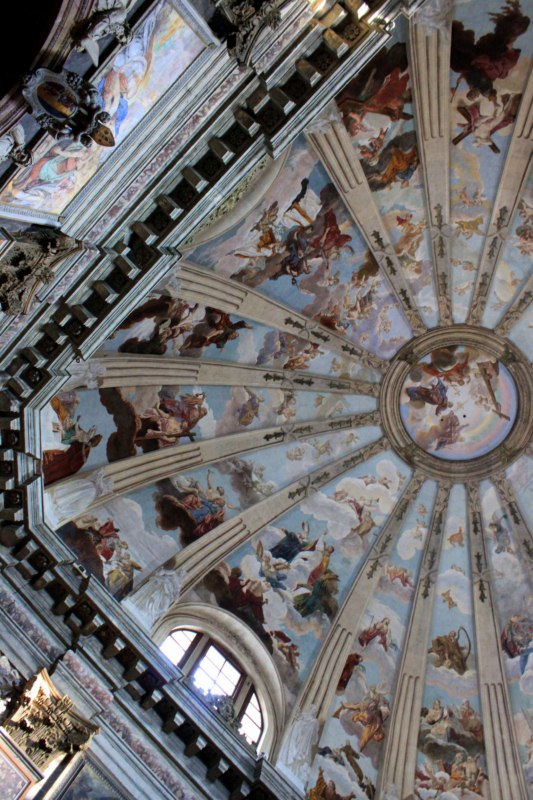
La volta, particolare.

#### La cappella maggiore ed il coro

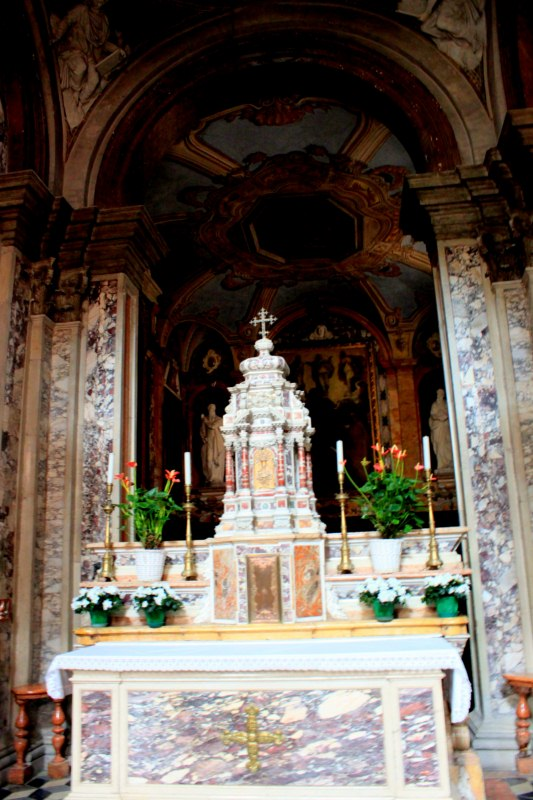
L'altar Maggiore e dietro, il coro.

La cappella maggiore è uno spazio a pianta quadrata, non molto esteso, sviluppato in altezza. Quattro arcate sorreggono la cupola e il lanternino. Dall'aula il presbiterio è elevato da scalini e circondato da una balaustra marmorea. L'arcata maggiore che si apre verso la chiesa, è sostenuta da eleganti mensole ed è coronata dall'elaborato stemma dei Cornaro che è concluso da una preziosa mitria dorata e decorata con tanto di pietre dure. Le arcate al Vangelo e all'Epistola sono aperte in basso da due coretti e sopra, due logge. Sui pennacchi altorilievi de i quattro Evangelisti, opere in stucco forte di Ruggero Bescapè. Sulla cupola, il martirii dei Santi Titolari di Carlo Scapin. L'altare maggiore, settecentesco ed operato a marmi "di paragone" si pone sotto l'arcata che separa la cappella maggiore dal coro.
Il coro, di pianta rettangolare, è concluso dalla parete terminale mossa da tre arcate: quello maggiore ospita la Trasfigurazione di Federico Zuccari quelle più piccole, ai lati, le statue dei Santi Giuda e Simone. Sopra gli stalli, cinquecenteschi, quattro tele che ritraggono i maggiori teatini, tutte opere di Giovan Battista Pellizzari a cui si aggiunge i santi Simone e Giuda condotti al martirio dello Zuccari. La tela in centina ottagonale, posta sul soffitto voltato, raffigura Sant'Andrea Avellino in gloria è di Giovanni Battista Cromer.

#### La cappelle minori
Due cappelle minori gemelle si aprono con arcate sull'aula:

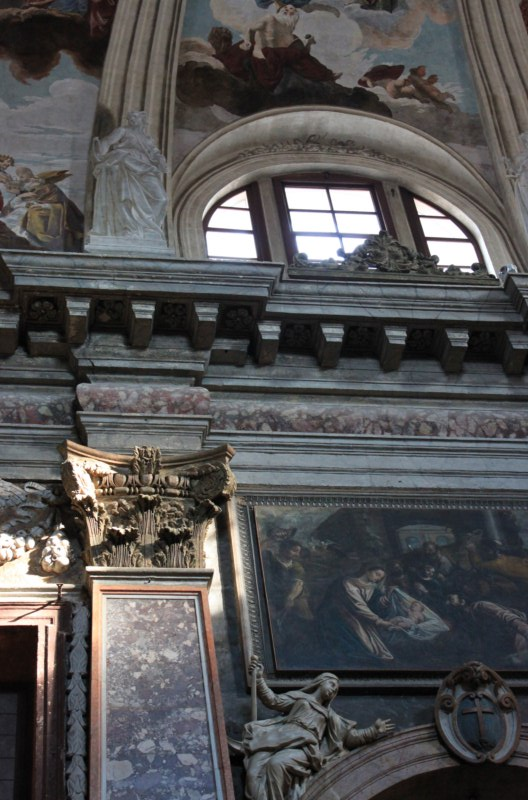
Interno, particolare.

quella della Madonna reca, sui pennacchi del cupolino, affreschi di Dario Varotari (i dottori della Chiesa Ambrogio, Agostino, Gregorio Magno, Girolamo). Sull'altare è posta la pala di Jacopo Palma il Giovane Presentazione di Gesù al Tempio databile al 1610. I due teleri inseriti nelle arcate sopra le ricche porte barocche, sono opera di Alessandro Maganza e raffigurano l'Adorazione dei Magi e la Disputa tra i dottori.
La cappella di San Gaetano ha sui pennacchi le quattro virtù di Dario Varotari. La pala d'altare è di Pietro Damini e raffigura la Trasfigurazione con i Santi Gaetano, Andrea Avellino, Carlo Borromeo. Ai lati, teleri con San Carlo Borromeo incontra Clemente VIII di Giovan Battista Bissoni (del 1622) e San Carlo Borromeo salva una fanciulla annegata nel Ticino di Pietro Damini.

#### La cappella del Crocifisso
La cappella del Crocifisso o del Santo Sepolcro è un ambiente accessibile dalla navata. Il livello del calpestio è inferiore a quello della chiesa, dovuto a certi lavori compiuti nel XVII secolo per ampliare l'ambiente, originariamente composto da uno spazio pressoché rettangolare e voltato a cui sono state aggiunte in seguito le tre cappelle per ospitare gli altari e la gran ricchezza di marmi. Lungo le pareti scorre un lungo scanno ligneo, sopra un continuo susseguirsi di più di venti tele di varie dimensioni e forme, inerenti alla storia di Cristo. Spiccano i lavori di Pietro Ricchi, Francesco Zanella, Carlo Scapin, Matteo Ghidoni. Notevolissima la piccola tavola posta sulla porta murata, una Crocifissione di origine fiamminga.
Sull'altare centrale è posto il crocefisso di Agostino Vannini opera di straordinaria intensità e fisicità. Nel piccolo tabernacolo, ove si conserva la reliquia della Vera Croce la portella è decorata da un intenso Cristo Portacroce della seconda metà del Seicento. Sopra, un Dio Padre tra angeli attribuito a Giovanni Bonagrazia.
L'altare di destra della flagellazione, ricco di inserti marmorei raffiguranti gli strumenti della Passione di Cristo, è posta la straordinaria pala di Guy Louis II Vernansal consegnata verso il 1715 raffigura la Flagellazione di Cristo, mentre sopra, sull'arco, Cristo agonizzante seicentesco.
L'altra cappella contiene due altari, che si susseguono. Sulla parete in fondo, una stupenda deposizione di Giulio Cirello e sotto, tre tele tra cui Angeli con Sindone di Andrea Mantova. Sotto la mensa del primo altare è posta la straordinaria opera di Bartolomeo Bellano, statua lignea che ritrae Cristo deposto.

#### La Sacrestia

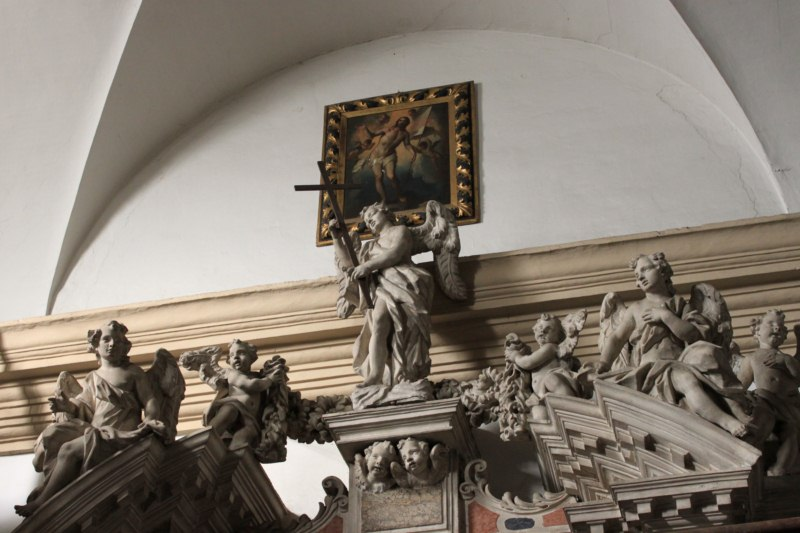
L'altare della Sacrestia, particolare.

Il grande vano è frutto degli interventi promossi dal prevosto Raffaele Savonarola tra Sei e Settecento. Solo la sostituzione novecentesca del pavimento e il compimento dell'affresco raffigurante L'esaltazione della Croce hanno in parte alterato questo ambiente affascinante.
Sul fondo domina un grandioso altare dall'importante dossale timpanato, retto da ben otto colonne di marmo e decorato da una grande turba angelica marmorea, lavori dei Bonazza. Vi è posto la straordinaria pala lignea, lavorata ad altorilievo e raffigurante l'orazione all'orto opera di Michele Fabris detto l'Ongaro. Ai lati dell'altare, oltre a nicchie ospitanti statue, sono posti due lavori di Bartolomeo Bellano: una Pietà in basso rilievo su marmo e Dolente in terracotta policroma. Tra le tele, un Cristo Risorto di anonimo seicentesco e Angeli che reggono catene di Marco Liberi.
La parete a levante, verso il coro ospita i due teleri che un tempo adornavano il presbiterio e poi tolti per permettere l'apertura dei coretti, al tempo del Savonarola. Sono opera di Pietro Damini (riconducibili agli anni attorno al 1625) e raffigurano ciascuno i martiri dei Santi Titolari. Si aggiunge un'altra tela attribuita ad Alessandro Zanchi raffigurante il martirio di San Bartolomeo, ed alcuni ritratti di teatini, lavori di Giovan Battista Pellizzari. Spicca quello del beato Giovanni Marinoni. Bella l'Immacolata settecentesca in posta su una ricca cornice barocca dorata.
Sulla parete a meridione spicca un imponente mobile, capolavoro dell'ebanisteria veneta: all'interno infatti vi è un complesso gioco architettonico che permetteva ai chierici di disporre la biancheria liturgica personale. Vi sono poi due notevoli tele, un Ecce homo copia di Pietro Damini da Tiziano, una Pietà di Alessandro Maganza. Spicca pure una tela attribuita ad alcuni allo stesso Tiziano Vecellio, raffigurante l'Addolorata.
Sulla parete a ponente, grande armadio da paramenti, e sopra, tra busti reliquiario, una Adorazione dei Magi di anonimo seicentesco, un Martirio di San Daniele di Alessandro Zanchi e una Santa Caterina di Alessandro Maganza.

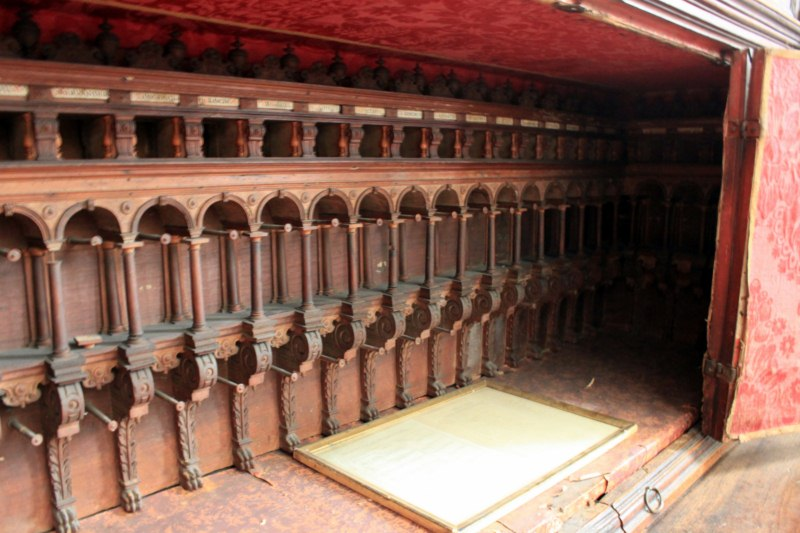
Il mobile per la biancheria liturgica.

#### L'organo
Sino al 1975 nella chiesa si conservava un organo meccanico ad un manuale di Francesco Dacci, realizzato nel 1750. Ora è funzionante, dopo alcuni adattamenti, nella chiesa parrocchiale di Primolano a cui è stato ceduto.